# Воробино (Вологодская область)
Воробино — деревня в Кирилловском районе Вологодской области.
Входит в состав Ферапонтовского сельского поселения, с точки зрения административно-территориального деления — в Ферапонтовский сельсовет.
Расстояние по автодороге до районного центра Кириллова — 29 км, до центра муниципального образования Ферапонтово — 10 км. Ближайшие населённые пункты — Митинское, Емишево, Сажинская.
По переписи 2002 года население — 3 человека.